# サザエさん銅像
サザエさん銅像（サザエさんどうぞう）は東京都世田谷区の桜新町に設置されている、『サザエさん』に登場する磯野家・フグ田家一家の銅像である。

桜新町駅前に設置されているサザエさん銅像（フグ田サザエ・フグ田タラオ・フグ田マスオ）

桜新町駅出口の3か所とサザエさん通りにある交番前の計4か所に、サザエ（3体）・カツオ（2体）・ワカメ（2体）・タラオ（2体）・マスオ・波平・フネの全12体が設置されている。

## 設置の経緯

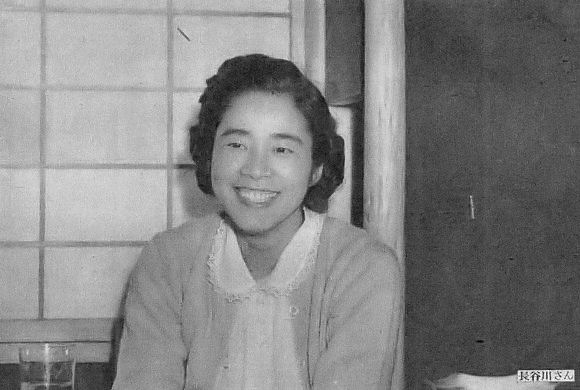
『サザエさん』の原作者である長谷川町子（1949年）

桜新町は『サザエさん』の原作者である長谷川町子が晩年を過ごした地であることから「サザエさんゆかりの地」として知られており、サザエさん銅像が設置される以前から長谷川町子美術館などが存在していた。
『サザエさん』の新聞連載開始から65周年を迎えた2011年、長谷川町子美術館とのさらに深い信頼関係と桜新町商店街の振興を目指して建設が決定し、4000万円の設置費用のうち世田谷区、東京都から2800万円の支援を受けて完成した。
銅像は長谷川町子自筆の原画を基に、鳥取県境港市の業者が型枠を作成し、富山県高岡市の平和合金が鋳造した。デザインについては「歩行者の安全に配慮したデザイン」を心がけたという。
2012年3月25日、13時から桜新町駅西口で除幕式が行われた。会場付近では銅像の完成を伝えるスポーツ報知の号外が配布され、除幕式には住民ら約1000人が詰めかけた。長谷川町子美術館の川口淳二館長や保坂展人世田谷区長のほか、歌手の水前寺清子ら多数の来賓が出席し、報道陣も多数集まる中、サザエ、マスオ、波平の着ぐるみが初登場したことで会場付近は一時騒然となった。

## 磯野波平像

桜新町駅前に設置されているサザエさん銅像（磯野波平・磯野カツオ・磯野ワカメ・磯野フネ）

サザエさん銅像の中でも、波平の像は2012年の建立以来しばしば髪の毛がなくなるという事件が発生することで特筆性がある。
波平像は高さ約130 cmの青銅製で、頭の毛は約10 cmである。髪の毛にはペンチでも切りにくいステンレス製の高硬度ワイヤが使用されており、頭頂部の穴に差し込む形で固定されている。ワイヤーが使用された理由は「他の家族と同じく銅ではたなびく『1本毛』の雰囲気が出ない」「子供が触って、刺さったりすると危ない」ためである。当初は接着剤としてシリコン剤が使用されていたが、3度目の事件が発生したあとはパテ剤へと強化され、根本からがっちりと溶接された。また、ねじは特殊な工具でなければ外せない仕様になっている。
磯野波平の初代声優を務めた永井一郎が2014年に亡くなった際には、銅像の前に花が手向けられた。

### キャラクター・磯野波平の毛
磯野波平の頭頂部に生えている1本の毛はトレードマークともいえる存在である。磯野波平本人もこの髪の毛を大切にしているとされ、波平が洗面所で鏡を見ながら丁寧にドライヤーをあてる描写などもある。

### いたずら事件の発生

#### 1・2回目
初めて波平像の毛が抜き取られたのは2012年5月。7日頃、「頭の毛」が根本から抜き取られているのが見つかった。もともとはまっすぐだった波平像の毛は、抜き取られる前には「コの字」形に曲がっていたという。近くの不動産屋が「髪の毛」がなくなったときに備えて予備を保管しており、11日に新しくスペアの毛をつけ直した。
しかし植毛から一週間ほど経った20日頃、またしても抜かれているのが発見された。手口について、振興組合の坂口賢一理事長は「手で持てば滑ってしまうので、何かで挟んでかなりの力で抜いたのでは」と、ペンチなどを使って抜いた可能性を指摘した。
毛が抜かれたあと、応急処置として頭頂部には絆創膏が貼られていたが、針金や花が差し込まれる、育毛剤が置かれるなどのいたずらが発生した。
事件は銅像設置の時よりも世間の注目を集め、「どうせなら、にぎやかに『植毛式』をやろう」と、同年6月2日の午後1時頃から、桜新町商店街の主催で新たな毛をつける「植毛式」が開催されることになった。波平・フネ・サザエらの着ぐるみも見守る中、地元在住の漫画家・やくみつるが髪の毛を取り付け、歌手の水前寺清子が最後の仕上げの色塗りを行った。波平のトレードマークである髪の毛が復活すると、見守った数十人の買い物客からは歓声が上がった。植毛を担当したやくみつるは同年2月に編み込み式増毛をカミングアウトしていたが、「因果関係はありません」とコメントした。

#### 3回目
植毛式からおよそ半年が経った2012年12月5日、地元住民が再び波平像から毛がなくなっていることに気がついた。近くの店の人によると、前日の夕方までは髪の毛があったといい、なくなったのは4日夕方から5日9時の間だと推測される。
桜新町商店街振興組合は「故意に抜かれたのであれば、警察に被害届を出したい」として、防犯カメラの映像の解析を業者に依頼した。

#### 2019年
何回目にあたるかは不明だが、2019年のお盆の時期にも波平像から髪がなくなっているのが発覚した。この件に関して桜新町商店街振興組合の広報担当・佐藤昌人は「波平さんの毛で『犯人は誰だ？』とか追求するつもりはありません」・「抜けた毛はまた生えます」とコメントした。

#### 6回目
2022年6月3日の朝、波平の像から毛がなくなっていることが発覚した。桜新町商店街振興組合が確認したところ、ワカメの銅像頭部にある3本の「アホ毛」もなくなっていた。ワカメの髪が抜かれるのはこれが初めてのことである。
商店街は業者に修復を依頼し、8日午後までにビニールでコーティングされた針金で「スピード修復」が行われた。この修理について、商店街担当者は「6回抜かれているので業者の作業も手慣れたものでした」とコメントした。また、修理費について担当者は「ざっくり東京から新幹線で浜松に行けるくらいの費用」と話し、数千円規模とした。

#### 7回目
前回の植毛からおよそ1か月後、2022年の7月10日に再び波平像から髪の毛がなくなっていることが発覚した。最初に気付いたとみられる人物が写真をSNSに投稿したのが10日午前10時半頃、9日の午後1時頃にはまだ髪の毛が存在する写真が撮影されており、約21時間の間になくなったと推測される。

### 対策
新桜町商店街には2022年時点で18台の防犯カメラが設置されており、波平像はそのうちの1台の画角にぎりぎり入るような状態で、髪の毛を損壊した人物を特定することは難しくなっている。
銅像をガードする本格的な防犯カメラの設置は、景観が変化してしまうことや、建立位置が公道であることから困難である。
また、囲いを作ることなどについて振興組合の坂口理事長は「モラルの問題」であるとし、否定的である。
商店街はたびたび起こる事件について「警察沙汰にはしたくない」といい、被害届を出していない。これは、たまに登場する泥棒以外、悪人が出てこない国民的アニメの世界観を強く反映したもので、担当者は「ほのぼのしたサザエさんの世界を大事にしたい」と説明している。

#### 類似事例

##### 新潟県新潟市の岩鬼正美像
新潟市にある漫画『ドカベン』のキャラクター・岩鬼正美の像も、トレードマークである口に咥えた長い葉っぱがたびたび折られている。
商店街は盗難防止のために葉っぱを着脱式にし、夜間には葉っぱを外して朝になるとつけるという対応をしている。

##### 東京都葛飾区の秋本・カトリーヌ・麗子像

薔薇と麗子像

東京都にある漫画『こちら葛飾区亀有公園前派出所』のキャラクターである秋本・カトリーヌ・麗子の像(こち亀銅像のうちの1体)は、2010年の5月に意図的に足元から傾けられる被害にあった。
麗子のチャームポイントである美脚が耐久面での弱点となっていたが、土台を補強し、立像から座像へと変更することで問題を解決した。

## 固定資産税
2013年、銅像を所有する桜新町商店街振興組合に対して固定資産税58万9200円を納付するよう6月3日付で通知が行われ、組合はそのうち約15万円を支払った。試算によると今後45年間で約980万円を納税する見込みとなっていた。
銅像にかけられた税金は、固定資産税のうち土地と家屋以外の「事業用の資産」にかけられる償却資産税で、時の経過によって価値が減少していく減価償却によって、記録・計算・表示の必要がある償却資産に課税されるものである。
税務署はサザエさん銅像について、自治体や収益性のない神社所有ではなく、商店街の宣伝目的で設置されているため課税対象とした。
しかし、一転して2013年10月に入って届いた通知では修正額が記載され、残額が免除されていた。振興組合の坂口賢一理事長は「要望が認められ、ほっとしている」とコメントした。